# Terrerola de Hume
La terrerola de Hume (Calandrella acutirostris) és una espècie d'ocell de la família dels alàudids (Alaudidae) que habita les muntanyes del nord-est de l'Iran, Afganistan, Turkmenistan, Tadjikistan, oest de la Xina, i l'Himàlaia del nord del Pakistan i de l'Índia i Tibet.